# Austin Stevens
Austin Stevens (Pretoria, Sudáfrica, 19 de mayo de 1950) es un herpetólogo y fotógrafo de vida salvaje sudafricano, conocido por ser el presentador de documentales sobre serpientes y animales peligrosos en Animal Planet y en la cadena Five en Reino Unido.

## Biografía
Austin Stevens nació en Pretoria, Sudáfrica, donde se convirtió en un amante de las serpientes a la edad de 12 años. Al terminar la escuela, su colección de serpientes contaba con algunas de las más exóticas y venenosas especies del mundo, y fue considerada una de las más importantes de Sudáfrica.

### Ejército de Sudáfrica
Sirvió al Ejército de Sudáfrica durante su ocupación en  Angola, durante la cual fue llamado para remover serpientes del campo de batalla o donde estuviera la tropa. Realizando ese trabajo sufrió su primer mordedura, causada por la peligrosa serpiente del desierto o serpiente bufadora, mientras la trataba de remover de una de las máquinas del ejército. Fue trasladado al hospital de Namibia de emergencia, donde Austin entró en coma durante cinco días. Los médicos trabajaron durante tres meses para evitar la amputación de su mano, y aunque pudieron salvarla, tuvieron que remover parte de su dedo.

### Después de servir al ejército
Después de servir al ejército, se interesó mucho en las motocicletas y empezó a competir en carreras. En el año 1974, dejó el mundo de las motocicletas después de un desastroso siniestro durante una carrera. Le ofrecieron trabajar en el parque de serpientes de Transval, Johannesburgo,y gracias a esto, volvió a fascinarse por la vida salvaje.

### Parque de serpientes de Transvaal
Aceptó trabajar para el parque de serpientes de Transval y le dieron el puesto de curador de reptiles. En el transcurso de seis años trabajando en el Parque, fue promovido a director, fue estudiando y entrenando, lo que lo hizo convertirse en un herpetólogo muy bien calificado.

### Fotógrafo y presentador
Después de trabajar durante seis años en el parque de serpientes de Transval, Austin empezó a trabajar como curador herpetológico en Nordharzer Schlangenfarm, Alemania. Trabajar aquí, a Austin le ayudó mucho ya que aprendió a hacer operaciones antes de regresar a Sudáfrica. Al volver a Sudáfrica, Austin tomó posición del puesto de curador de reptiles en el serpentario y parque de animales en Hartebeespoort. Como  una forma de ayudar a la difícil situación en la que se encontraban los gorilas en Sudáfrica, Austin decidió ayudar llamando la atención del público al encerrarse en un cuarto con 36 de las serpientes más peligrosas, durante un periodo de 107 días, pero en el día 96, una cobra mordió a Austin, pero este al ver tan cerca su objetivo, se rehusó a salir del pequeño cuarto para ser atendido en un hospital y sólo recibió primeros auxilios dentro del cuarto. Después de 11 días, Austin pudo lograr su meta al permanecer con 36 de las serpientes más peligrosas durante 107 días pero ya muy enfermo por la mordedura de la cobra; pero aun así había roto un récord mundial Guinness. Gracias a esa experiencia, escribió el libro Snakes in my bed y más recientemente publicó su segundo libro centrado en documentales y fotografía de vida salvaje.
Actualmente, es un reconocido herpetólogo además de ser el presentador de su serie de televisión que trata acerca de serpientes y animales salvajes. El nombre de su programa es 
"Austin Stevens: Snakemaster" o también llamado Austin Stevens: Los más peligrosos en Animal Planet, y Austin Stevens Adventures en la cadena Five en Reino Unido. Actualmente Austin terminó de filmar la segunda temporada de su serie, ahora llamada Austin Stevens Adventures 2 para todo el mundo. El último libro escrito por Austin llamado The Last Snakeman fue publicado en el Reino Unido por Noir Publishing.
Algunas de las cámaras que Austin utiliza para fotografiar la vida salvaje son la Samsung GX-10, Canon EOS-50E y la Canon EOS-350D.

## Trabajos
- Dragons Of the Namib, documental de la vida de camaleón namaqua

- Africa's Deadliest Dozen, documental sobre serpientes venenosas  de África

- Die Natur der Schlange (Naturaleza de las Serpientes), documenta germano de 1997, emitido por ZDF

## Vida personal
Recientemente se mudó de Namibia a Australia. Además practica artes marciales. Dice que practicar artes marciales le ayuda a tener más agilidad a la hora de manipular una serpiente.
En diciembre de 2007, Austin Stevens contrajo matrimonio con Amy Prudence Wilcher.